# Fernando Rufino de Paulo
Fernando Rufino de Paulo est un kayakiste handisport brésilien, médaillé d'or aux Jeux paralympiques d'été de 2020.

## Carrière
Cavalier de rodéo, Fernando a toujours voulu parcourir le monde et voulait s'impliquer dans un sport qui l'aiderait à réaliser ce rêve. En 2012, il s'intéresse donc au paracanoë et réalise rapidement de belles performances aux championnats du monde.

### Jeux paralympiques d'été de 2020àTokyo
Il a remporté la médaille d'or aux Jeux paralympiques d'été de 2020 à Tokyo dans la course masculine VL2 va'a,.